# Dario Ciccone
Dario Ciccone (Portici, 9 marzo 1920 – 13 aprile 2008) è stato un calciatore e allenatore di calcio italiano, di ruolo difensore.

## Carriera
Debutta in Serie B con il Lecce nella stagione 1946-1947, disputando tre campionati di Serie B per un totale di 79 presenze e 3 reti ed un campionato di Serie C dopo la retrocessione avvenuta nel 1949.
Nel 1950 passa allo Stabia con cui raggiunge la promozione in Serie B al termine della stagione 1950-1951 e disputa altre 25 gare tra i cadetti l'anno successivo.
Si trasferisce, poi, alla Nocerina dove disputa tre campionati, svolgendo anche le mansioni di allenatore.

## Palmarès

### Giocatore

#### Competizioni regionali
- Campionato dell'Italia liberata: 1

Stabia 1944-1945

#### Competizioni nazionali
- Campionato italiano Serie C: 1

Stabia: 1950-1951

### Allenatore

#### Competizioni regionali
- Promozione: 1

Nola: 1973-1974 (Girone B Campania e Molise)